# Hinokio
Hinokio (jap. (ヒノキオ, HINOKIO)) ist ein im September 2005 erschienener japanischer Science-Fiction-Film des Regisseurs Takahiko Akiyama. In Deutschland wurde er erstmals am 1. November 2008 im Rahmen des Asia Filmfests gezeigt.

## Handlung
Hinokio ist der Name eines Avatars eines japanischen Jungen, der sich seit dem Tod seiner Mutter vom Leben zurückgezogen hat. Anstatt seiner Selbst, folgt er dem Schulunterricht fortan nur noch über die Sinne eines ferngesteuerten humanoiden Roboters, den sein Vater erfunden hat. Der Junge erfährt durch den Roboter sogar Freundschaft und Liebe, aber auch Verachtung und Spott seiner Mitschüler.
Schließlich erkennt er, dass seine neue Wirklichkeit nur eine Simulation ist, und er in die reale Welt hinausgehen muss, um menschlich zu interagieren und Gefühle zu leben.

## Hintergrund
Die Handlung spricht eine Problematik an, die bereits zur Zeit seiner Entstehung Realität vieler computerspiel-, chat- oder allgemein internetsüchtiger Menschen ist.
Hinoki ist eine Baumart, Hinokio ist durch das angehängte o ein japanischer Name und außerdem klanglich an den Titel des Märchens Pinocchio angelehnt.
Das Titellied Tomorrow’s way stammt von der Singer-Songwriterin Yui.